# Zalesje (rejon chomutowski)
Zalesje (ros. Залесье) – osiedle typu wiejskiego w zachodniej Rosji, w sielsowiecie skoworodniewskim rejonu chomutowskiego w obwodzie kurskim.

## Geografia
Miejscowość położona jest w pobliżu rzeki Swapa, 6 km od centrum administracyjnego sielsowietu skoworodniewskiego (Skoworodniewo), 28 km od centrum administracyjnego rejonu (Chomutowka), 88 km od Kurska.

## Demografia
W 2015 r. miejscowość zamieszkiwało 6 osób.